# 第602飛行隊 (航空自衛隊)
第602飛行隊（だい602ひこうたい、JASDF 602nd Squadron）は、航空自衛隊航空総隊警戒航空団飛行警戒管制群隷下の早期警戒管制機部隊。2014年（平成26年）に浜松基地で飛行警戒管制隊から改編され、早期警戒管制機として4機のE-767を運用する。

## 概要
防衛庁（現防衛省）が1990年（平成2年）に策定した中期防衛力整備計画（03中期防）に早期警戒管制機4機の取得が盛り込まれ、1993年度（平成05年度）、1994年度（平成06年度）にB767-200ERベースのE-767を2機ずつ発注、初号機と2号機が1998年（平成10年）3月25日に浜松基地へフェリーされた。E-767は、飛行開発実験団早期警戒管制機実用試験隊での各種実用試験後、1999年（平成11年）3月24日に部隊使用承認が付与され、翌3月25日に警戒航空隊の組織改編が行われて第601飛行隊にE-2Cを運用する第1飛行班とE-767を運用する第2飛行班が編成された。また、第1飛行班は三沢基地、第2飛行班は浜松基地に配置され、第601飛行隊司令部も警戒航空隊司令部とともに浜松基地へ移動した。
2005年（平成17年）3月31日に警戒航空隊が二度目の組織改編を行い、第601飛行隊が閉隊して第1飛行班が飛行警戒監視隊、第2飛行班が飛行警戒管制隊となった。また、2010年代になり南西諸島方面で中国軍の活動が活発化してくると、2014年（平成26年）4月20日に三度目の組織改編が行われ、飛行警戒管制隊が第602飛行隊に改編されたほか、飛行警戒監視群が新編され、隷下には飛行警戒監視隊から改編した第601飛行隊が三沢基地、第603飛行隊が那覇基地にそれぞれ配置された。
2020年（令和2年）3月26日、警戒航空隊の警戒航空団格上げを受けて、第602飛行隊の上級部隊として「飛行警戒管制群」が新編され、その隷下に収容された。
部隊マークは、第601飛行隊時代は電光を掴むコウモリをデザインしたものだったが、飛行警戒管制隊時代より電光を掴むフクロウをデザインしたものに変更されている。

## 沿革
- 1998年（平成10年）3月25日 - 浜松基地にE-767配備開始[5]。
- 1999年（平成11年）
  - 2月8日 - 浜松基地にE-767の3、4号機が到着[3]。
  - 3月24日 - 防衛庁長官よりE-767の部隊使用承認[6]。
  - 3月25日 - 警戒航空隊の組織改編により、浜松基地に第601飛行隊第2飛行班編成[6]。
  - 5月10日 - E-767の実運用開始[7]。
- 2002年（平成14年）4月15日～4月26日 - 日米共同訓練コープノース・グアム02-2に参加[8]。
- 2003年（平成15年）
  - 6月5日～6月20日 - 多国間演習コープサンダー03に参加[9]。
  - 11月10日～11月21日 - 日米共同訓練コープノース・グアム04-1に参加[10]。
- 2004年（平成16年）7月15日～7月30日 - 日米共同訓練コープサンダー04に参加[11]。
- 2005年（平成17年
  - 3月31日 - 第601飛行隊第2飛行班から飛行警戒管制隊へ改編[3]。
  - 5月25日～7月1日 - 日米合同演習コープサンダーに参加[12]。
- 2006年（平成18年）7月21日～8月5日 - 多国間演習コープサンダー06-3に参加[13]。
- 2011年（平成23年）6月27日～7月29日 - アメリカ空軍演習レッドフラッグ・アラスカ（英語版）に参加[14]。
- 2013年（平成25年）8月9日～8月24日 - アメリカ空軍演習レッドフラッグ・アラスカ13-3に参加[15]。
- 2014年（平成26年）4月20日 - 警戒航空隊の組織改編により、飛行警戒管制隊から第602飛行隊へ改編[4]。
- 2015年（平成27年）8月7日～8月22日 - アメリカ空軍演習レッドフラッグ・アラスカ14に参加[16]。
- 2018年（平成30年）5月28日～6月30日 - アメリカ空軍演習レッドフラッグ・アラスカ18-2に参加[17]。
- 2019年（令和元年）5月27日～6月29日 - アメリカ空軍演習レッドフラッグ・アラスカ19-2に参加[18][19]。
- 2020年（令和2年）3月26日 - 警戒航空団新編を受け、第602飛行隊を飛行警戒管制群隷下に収容。

## 部隊編成
- 総括班
- 飛行班
- 警戒管制班
- 教育班
- プログラム班

## 歴代運用機
- 早期警戒管制機
  - E-767（1999年～）